# Macrocarpaea gaudialis
Macrocarpaea gaudialis är en gentianaväxtart som beskrevs av Jason Randall Grant. Macrocarpaea gaudialis ingår i släktet Macrocarpaea och familjen gentianaväxter. Inga underarter finns listade i Catalogue of Life.